# 共和國永遠的主席
朝鲜民主主义人民共和国永遠的主席（朝鲜语：／）是《朝鮮民主主義人民共和國社會主義憲法》序言中曾經授予已故領袖金日成的名譽性職務，現已刪除。
1998年9月5日，朝鮮民主主義人民共和國第五屆最高人民會議第一次會議通過所修改的憲法序言相關內容如下：
 朝鲜语： 

（譯文）朝鮮民主主義人民共和國和朝鮮人民將在朝鮮勞動黨的領導下，擁戴偉大領袖金日成同志為共和國永遠的主席，維護、繼承並發展金日成同志的思想和業績，把主體革命事業進行到底。
該文僅列在憲法的序言，在憲法正文並無提及，因此不具有實際效力。儘管如此，有些國際媒體在其關於朝鮮的報道中，會把朝鮮形容為一個由死人擔任國家元首的國家。
根據1998年修訂的朝鮮憲法，共和國永遠的主席原為朝鮮民主主義人民共和國主席，由於最高人民會議通過修改憲法，原屬共和國主席的國家元首禮儀性職責改由最高人民會議常任委員會委員長履行，原先由國家主席領導的中央人民政府委員會被撤銷，政府首腦的職權由內閣總理履行，而領導朝鮮人民軍的權力則由朝鮮國防委員會委員長兼朝鮮人民軍最高司令官負責。時任朝鮮勞動黨總書記、朝鮮國防委員會委員長、朝鮮人民軍最高司令官金正日亦是修憲後朝鮮實際上的最高領導人。
2016年6月29日，第十三届最高人民会议第四次会议对《宪法》进行第七次修订，刪去金日成「共和國永遠的主席」稱謂，改將金日成和金正日並稱為「主體朝鮮永遠的首領」。

## 其它
事实上，已故领导人被追封永久职位并不罕见，孙中山、蒋中正被中国国民党分别追封为“永久总理”和“永久总裁”，党内最高领导人的职务改为主席。1981年5月，原中华人民共和国副主席、全国人民代表大会常务委员会副委员长宋庆龄病重后，她获全国人大常委会授予追尊为“中华人民共和国名誉主席”，是迄今为止唯一一位获得这一荣誉称号的人士；同月末，她因病于北京逝世。

## 关联条目
- 朝鲜劳动党永远的总书记
- 金日成家族
- 朝鮮民主主義人民共和國的個人崇拜
- 朝鲜领导人列表
- 朝鮮民主主义人民共和国国家元首列表
- 中华人民共和国主席存废之争
- 中华人民共和国名誉主席